# Panoramax
Panoramax ist ein Softwareprojekt, um Fotos von Straßenperspektiven zu sammeln und zu veröffentlichen. Als freies Softwareprojekt sind sowohl der Quellcode als auch die crowdgesourceten Fotos frei lizenziert. Panoramax startete 2022 als Gemeinschaftsprojekt des französischen Institut national de l’information géographique et forestière (IGN) und des französischen Chapters von OpenStreetMap (OSM). Es wurde als staatliches Start-up entworfen und entwickelt und wird von einer Community aus Freiwilligen und IGN-Mitarbeitern aktualisiert und gepflegt. Als freie und quelloffene Alternative zu Google Street View ist Panoramax ein föderiertes System, welches es ermöglicht, eigene Instanzen zu betreiben.

## Geschichte
2021 startete das IGN eine Konsultation zu „Geocommons“.
Ursprünglich sollte das Projekt eine Antwort auf die Probleme der lokalen Behörden und anderer französischer Akteure sein. OpenStreetMap Frankreich reagierte auf diese Konsultation und schlug die Schaffung einer offenen Datenbank für Bilder von Straßenperspektiven vor.
Im April 2022 veröffentlichte das IGN einen Teilnahmeaufruf für drei Geocommons, darunter auch für den Vorschlag von OSM Frankreich. Im Oktober 2022 wurde Panoramax als Teil der „Geocommons-Fabrik“ gestartet.
Im November 2023 hielt Projektmitarbeiter Christian Quest einen Vortrag bei der Europäischen OSM-Konferenz State of the Map Europe, in dem er das Projekt und dessen aktuellen Stand vorstellte.
Im Juni 2024 erhielt das Projekt eine Förderung der NLNet Foundation im Rahmen des NGI0 Commons Fund-Programms, welches von der Europäischen Kommission durch das Next Generation Internet finanziert wird. Im gleichen Jahr erhielt das Projekt auch größere Medienaufmerksamkeit in privaten und öffentlichen französischsprachigen Medien, unter anderem durch Franceinfo, France Bleu, Europe 1 und ZDNet.

### Name
Der Name „Panoramax“ wurde durch Abstimmung von 48 Mitgliedern nach einer Antragsphase gewählt.

### Budget und Team
Das Panoramax-Budget beträgt rund 500,000 €, mit einem Team von 6 Mitarbeitern.

## Anzahl von Fotos
Bis April 2024 wurden 17,7 Millionen Fotos von 284 Mitwirkenden veröffentlicht. Bis zum 27. Dezember 2024 stieg diese Zahl auf über 43 Millionen Fotos von 621 Mitwirkenden an.

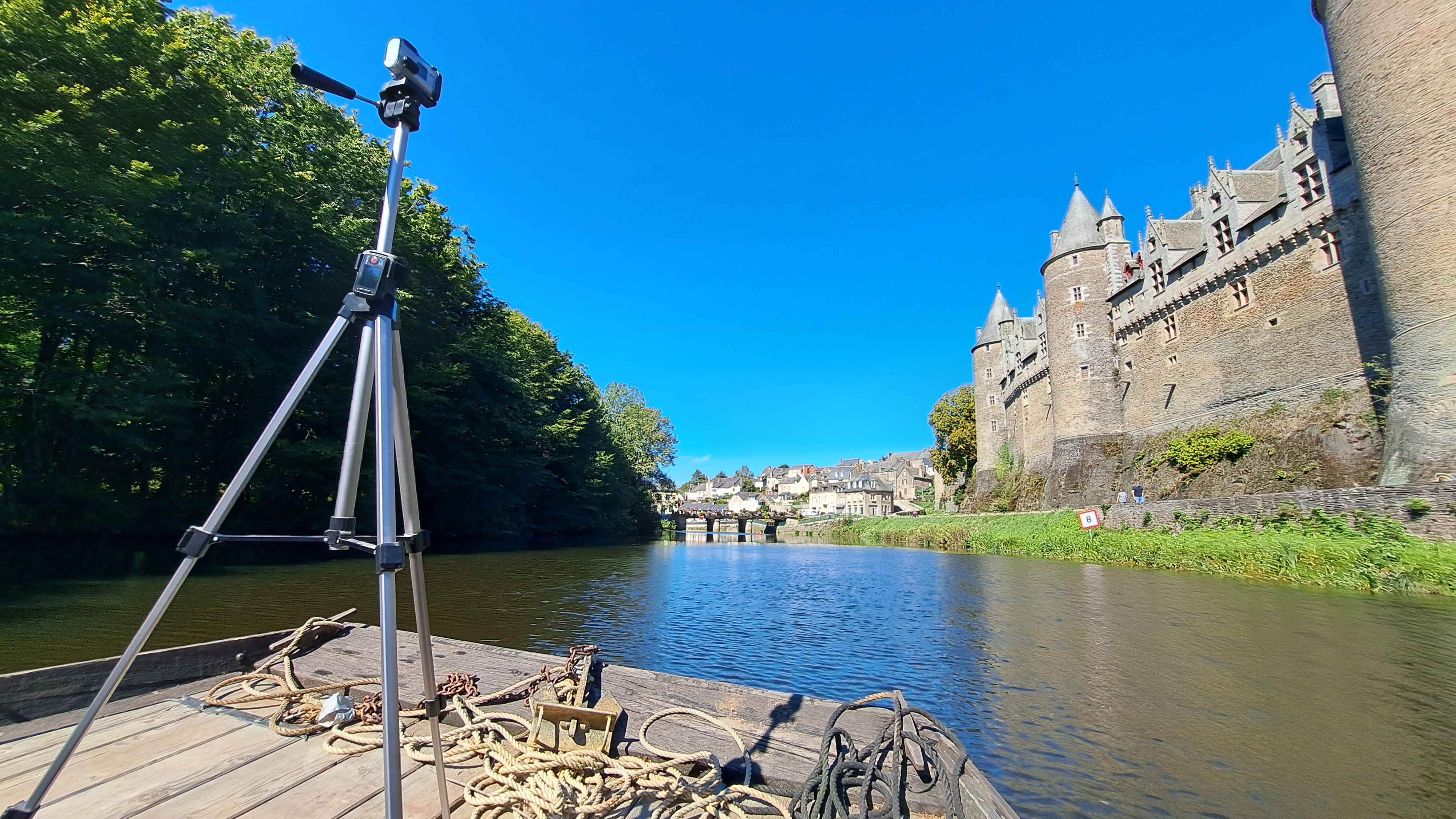
Ein Kamera-Setup, um Bilder von einem Boot heraus aufzunehmen.

Unter den Mitwirkenden sind Freiwillige aus der Zivilbevölkerung aber auch Firmen (z. B. Suez und Veolia) und lokale Gemeinden wie Lyon oder Straßburg.

## Offener Code & Daten
Alle Komponenten der Panoramax-Infrastrukture sind unter offenen Lizenzen veröffentlicht. Darüber hinaus werden auch alle Fotos unter offenen Lizenzen bereitgestellt und erlauben die freie Wiederverwendung der Fotos. Dies steht im Gegensatz zu proprietären Projekten wie Google Street View, welche z. B. von Google kontrolliert werden und die Weiterverwendung größtenteils verhindern.
Die Panoramax-Instanz von OSM Frankreich veröffentlicht Bilder unter einer Creative Commons BY-SA 4.0 Lizenz, mit einer zusätzlichen Autorisierung, um nicht-fotografische Daten unter einer Open Database License (ODbL) zu erstellen. Die Instanz des französischen IGN nutzt die etalab-2.0 license („Licence Ouverte“).

## Zu Panoramax beitragen
Es gibt mehrere Möglichkeiten, Bilder beizusteuern und darauf zuzugreifen, darunter die Website, eine Befehlszeilenschnittstelle und API sowie eine mobile Anwendung, die derzeit entwickelt wird. Während des Imports wird jedes hochgeladene Foto einer Bilderkennung unterzogen, um die Teile des Bildes zu identifizieren, die anonymisiert werden sollen (sprich, Gesichter und Nummernschilder werden unkenntlich gemacht), um den Datenschutzbestimmungen z. B. der französischen CNIL zu entsprechen.

### API
Eine API erlaubt es, Bilder herunterzuladen und zu suchen, z. B. für die Anzeige in verschiedenen Tools. Diese API basiert auf dem STAC-Standard, um Interoperabilität mit existierenden Softwarelösungen zu gewährleisten. Dank eines Google-Summer-of-Code-Beitrags im Jahr 2024 ist Zugriff auf Panoramax-Fotos in den iD-Editor von OpenStreetMap implementiert.

## Anwendungszwecke
Zu den Anwendungsfällen gehören die Überwachung des Zustands von Straßen und Stadtmobiliar, Schildern, Bäumen, Freileitungen oder die Überprüfung der Einhaltung von Vorschriften für Außenwerbung. Der Feuerwehr- und Rettungsdienst des Departements („service départemental d'incendie et de secours“) nutzt Panoramax, um Hydranten und Wege zu kartieren, die im Falle von Waldbränden genutzt werden können.